# Семья Моромеце
«Семья Моромеце» (рум. Moromeţii) — румынский художественный фильм, снятый в 1987 году режиссёром Стере Гулеа.
Экранизация романа «Морометы» (1955) Марина Преда.
Премьера фильма состоялась 28 сентября 1987 года.

## Сюжет
Фильм рассказывает историю бедной крестьянской семьи. На примере семьи Моромецов прослеживается судьба крестьянства Румынии с кануна Второй мировой войны 1939—1945 годов до современности. Переживаемые ими проблемы, браки, налоги, месть, дружба, армия, жизнь и многое другое.
Центральная фигура, глава семьи Илие Моромеце — очень старый человек, который не принимает тот факт, что привычки и обычаи меняются с годами.

## В ролях
- Виктор Ребенджюк — Илие Моромеце
- Луминица Георгиу — Катрина Моромеце, жена Илие
- Джина Патричи —  Мария Моромеце, «Гика», сестра Илие
- Дорел Вишан — Тудор Балосу
- Митикэ Попеску — Кокошила
- Петрика Георгиу — Аристид
- Флорин Замфиреску — Стэн Чугурлан
- Виорика Геантэ-Челбеа — Тита, старшая дочь Катрины
- Эмилия Попеску — Илинка, дочь Илие и Катрины
- Раду Амзулеску — Ахим, сын Илие
- Константин Кириак — Нил, сын Илие
- Ионел Михайлеску — Парашив, старший сын Илие

## Награды
Союз румынских кинематографистов (ACIN) присудил фильму в 1987 году несколько наград:
- Гран-при в категории художественные фильмы,
- Премия за лучшую мужскую роль — Виктор Ребенджюк за роль Илие Моромеце
- Image Award — оператору Виви Василе Дрэгану
- Премия за монтаж — Мирча Чокалтей
- Премия за сценографию — Светлана Михайлеску
- Музыкальная премия — композитору Корнелии Тэуту
- Почётный диплом — Луминица Георгиу за роль Катрины Моромете
- Бронзовая награда («Ciorchinele de bronz») на фестивале в Сантарене (Португалия) в 1988 году, а актёр Виктор Ребенджюк получил приз за лучшую мужскую роль на фестивалях в Сан-Ремо (Италия) и Сантарен (Португалия)).